# Heinrich Heine (Schiff, 1938)
Die Heinrich Heine, benannt nach dem gleichnamigen deutschen Dichter, war ein frachtfahrendes Passagierschiff, das von 1958 bis 1968 dem VEB Deutsche Seereederei (DSR) als Ausbildungsschiff diente. Vom Stapel gelaufen war es am 1. Juli 1938 mit der Baunummer 656 und unter dem Namen Mar del Plata bei der Werft J. Cockerill in Hoboken, Belgien.

## Geschichte
Die Werft lieferte das Schiff am 17. September 1938 an die Compagnie Maritime Belge SA. mit Sitz in Antwerpen aus. Diese setzte es überwiegend im Verkehr zwischen europäischen Häfen und den damaligen belgischen Kolonien in Westafrika ein. Im Juni 1940 beschlagnahmte die deutsche Kriegsmarine die Mar del Plata und übergab sie der Hamburg-Südamerikanischen Dampfschifffahrtsgesellschaft Eggert & Amsinck, Hamburg, zur Bereederung. Am 8. August 1940 wurde das Schiff als Transporter H5 für das Unternehmen Seelöwe, dem Plan für eine Invasion Großbritanniens erfasst. Nach dem am 31. August 1940 beendeten Umbau konnte das Schiff 1.020 Soldaten an Bord nehmen. Da der Plan, Großbritannien zu erobern, schließlich aufgegeben wurde, diente H 5 im weiteren Verlauf des Krieges als Verwundetentransportschiff. Im Winter 1944/45 nahm es an der Evakuierung der deutschen Ostgebiete teil. Noch am 19. Mai 1945 lief es vor Aarhus auf eine Seemine und wurde schwer beschädigt. Nach der Reparatur gaben die Alliierten das Schiff an die Compagnie Maritime Belge SA. zurück, die es erneut in ihrem ursprünglichen Fahrtgebiet nach Westafrika einsetzte.
Im Rahmen der Steckenpferd-Bewegung kaufte die DDR im Februar 1958 die beiden frachtfahrenden Passagierschiffe Mar del Plata und Copacabana, die spätere Theodor Körner. Die Übernahme durch die Deutsche Seereederei erfolgte am 26. März 1958 unter dem Namen Heinrich Heine. Im Frühjahr 1958 begann der Einsatz im CUBALCO-Dienst zwischen europäischen Häfen, Kuba und Häfen in Mexiko. Am 2. Mai 1968 stellte die DSR das Lehr- und Frachtschiff außer Dienst und verkaufte es an die Loyna Cia. Navigation S.A. in Famagusta auf Zypern, die es unter dem Namen Cleo II weiter betrieb. Nach einer Einsatzzeit von fast 35 Jahren erreichte das Schiff am 25. Januar 1973 Kaohsiung auf Taiwan, wo es abgewrackt wurde.

## Trivia
Im Sommer 1964 nutzte die DDR-Filmgesellschaft DEFA die Heinrich Heine für Dreharbeiten zu dem Spielfilm Blackpool, Kurs Südwest. Für die Zeit der Dreharbeiten erhielt das Schiff den Filmnamen Blackpool.